# Медведчикова
Медведчикова  — деревня в Тюменской области Тобольского района  находится на берегу реки Иртыш, входит в состав Малозоркальцевского сельского поселения.

## Население
| 2010 |
| ---- |
| 26   |

## Улицы
- Зеленая улица
- Луговая улица
- Улица Мелиораторов
- Полевая улица
- Придорожная улица
- Садовое товарищество Березка-1
- Садовое товарищество Строитель-2

## История
- 1931 году был организован колхоз, в 1951 году было объединение в колхоз "Жданова".